# Iubaltiana
Iubaltiana (łac. Iubaltianensis) – stolica historycznej diecezji w Cesarstwie rzymskim w prowincji Byzacena, współcześnie w Tunezji. Obecnie katolickie biskupstwo tytularne.

## Biskupi tytularni
| Lp. | Biskup                  | Funkcja                                                   | Od               | Do              |
| --- | ----------------------- | --------------------------------------------------------- | ---------------- | --------------- |
| 1   | Francisco Juan Vénnera  | emerytowany biskup San Nicolás de los Arroyos (Argentyna) | 15 lutego 1966   | 20 grudnia 1970 |
| 2   | Manfred Müller          | biskup pomocniczy Augsburga (Niemcy)                      | 3 stycznia 1972  | 16 czerwca 1982 |
| 3   | Karl-Josef Rauber       | nuncjusz apostolski                                       | 18 grudnia 1982  | 14 lutego 2015  |
| 4   | Luis Manuel Alí Herrera | biskup pomocniczy Bogoty (Kolumbia)                       | 7 listopada 2015 |                 |